# Elimia albanyensis
Elimia albanyensis är en snäckart som först beskrevs av I. Lea 1864.  Elimia albanyensis ingår i släktet Elimia och familjen Pleuroceridae. IUCN kategoriserar arten globalt som livskraftig. Inga underarter finns listade i Catalogue of Life.